# Виллантерио
Виллантерио (итал. Villanterio) — коммуна в Италии, располагается в регионе Ломбардия, подчиняется административному центру Павия.
Население составляет 2659 человек, плотность населения составляет 190 чел./км². Занимает площадь 14 км². Почтовый индекс — 27019. Телефонный код — 0382.
Покровителем населённого пункта считается святой великомученик Георгий Победоносец. Праздник ежегодно празднуется 23 апреля.